# Belagerung von Waterford
Die Stadt Waterford im Südosten Irlands wurde zweimal in den Jahren 1649 und 1650 während der Rückeroberung Irlands durch Oliver Cromwell belagert. Die erste Belagerung musste wegen des einbrechenden Winters unterbrochen werden. In der Stadt befanden sich irische konföderierte Truppen sowie deren Verbündete (englische Royalisten) unter dem General Thomas Preston. Belagert wurde die Stadt von englischen Parlamentstruppen unter Oliver Cromwell, Michael Jones und Henry Ireton.

## Vorgeschichte
Wie die meisten Städte im Südosten Irlands unterstützte auch Waterford die irische (katholische) Konföderation seit der Rebellion im Jahr 1641. Später im Jahr 1641 erreichten protestantische Flüchtlinge aus Ulster die Stadt, was zu Spannungen zwischen den Glaubensrichtungen führte. Während der Bürgermeister auf Seiten der Flüchtlinge stand, wollte der Stadtrat, die Anfang 1642 angekommenen Rebellen, in die Stadt lassen, was im März 1642 auch passierte. Die Protestanten in der Stadt wurden abschließend verbannt (oft auf Schiffen nach England) und ihre Besitztümer in vielen Fällen geplündert. 1646 fand in Waterford eine Synode von römisch-katholischen Bischöfen statt, die alle Katholiken exkommunizierten, die den Vertrag zwischen der Konföderation und den englischen Royalisten unterstützten, da dieser nicht die freie Praktizierung des katholischen Glaubens erlaubte.
Aufgrund dieser Synoda herrschte in Waterford große Angst, als im Oktober 1649 die englisch-parlamentarische New Model Army (die von Natur aus Anti-Katholisch eingestellt war) in der Gegend rund um Waterford eintraf; insbesondere nach den Massakern, die die Armee unter Oliver Cromwell kurze Zeit vorher in Drogheda anrichtete.
Waterford war strategisch sehr wichtig für den Krieg in Irland. Der Hafen der Stadt erlaubte es Waffen und Nahrung direkt in den Südosten der Insel zu bringen und die Lage ebnete den Weg über die Flüsse Suir und Barrow.

## Die erste Belagerung (November bis Dezember 1649)
Vor der Belagerung von Waterford musste Cromwell zuerst die umgebenden Garnisonen erobern, die von royalistischen bzw. konföderierten Truppen gehalten wurden. Duncannon, dessen Hafen die Seepassage nach Waterford sicherte, wurde unter Henry Ireton vom 15. Oktober bis zum 5. November belagert. Doch dank ihrer verbissenen Verteidigung unter Edward Wogan gelang es Ireton nicht, den Ort zu erobern und so seine Belagerungswaffen über den Seeweg nach Waterford zu bringen.
New Ross kapitulierte hingegen bereits am 19. Oktober und Carrick-on-Suir wurde genau einen Monat später erobert. Ein Gegenangriff auf den Ort durch irische Rebellen aus Ulster unter Major Geoghegan wurde am 24. November zurückgeschlagen – 500 Rebellen ließen ihr Leben.
Nach der Isolation Waterfords von Osten und Norden, erreichte Cromwell am 24. November die Stadt, doch Waterford konnte über den westlichen Seeweg noch immer Nachschub und Verstärkung erhalten, so dass 3.000 konföderierte Soldaten unter Richard Farrell in die Stadt gelangen konnten.
Auch das extrem kalte und nasse Wetter setzte den belagernden parlamentarischen Truppen zu, was zu Krankheiten und Seuchen führte. Die Eroberung eines Forts im Osten erlaubte es Cromwell schließlich auf dem Seeweg seine Belagerungswaffen anzulanden, doch der durchnässte Boden machte es unmöglich, diese nah genug an die Stadt heranzubringen – die Bemühungen Cromwells zur Eroberung der Stadt kamen nicht voran. Als Cromwell am 10. Dezember die Belagerung aufhob, um sich ins Winterquartier nach Dungarven zurückzuziehen, waren von den ca. 6.500 englischen Soldaten nur noch knapp 3.000 gesundheitlich nicht angeschlagen. Unter den vielen Toten, die durch Krankheiten und Seuchen starben, war auch der Kommandant Michael Jones.

## Die zweite Belagerung (Juni bis August 1650)
Erst im Juni 1650 war Waterford erneut belagert, doch schon in den Monaten zuvor, unternahm Cromwell alle Anstrengungen die Stadt zu isolieren. Als schließlich im Juni die parlamentarischen Truppen unter Henry Ireton Waterford erreichten, war der Ire Thomas Preston der Anführer der Truppen innerhalb der Stadt. Neben der Knappheit an Lebensmitteln brach zusätzlich eine Seuche (man vermutet Beulenpest) aus, die innerhalb der Stadt wöchentlich bis zu 400 Menschen das Leben kostete. Der Fall der Stadt Carlow, die bisher über den Fluss Barrow Nachschub an Waterford lieferte, verschlimmerte die Situation weiter.
Ireton ließ Schützengräben für die Belagerungswaffen ausheben, um diese nah genug an die Stadtmauer heranzubringen, und eine Seeblockade isolierte die Stadt nun auch vom Seeweg. Gegen Ende Juli war die englische Artillerie nah genug an der Stadtmauer und die Obrigkeit in der Stadt drängte Preston zur Kapitulation. Die Seuche hatte seine Männer auf eine Stärke von knapp 700 Mann schrumpfen lassen und mangels Nachschub besaß er nur noch knapp 500 Pfund an Schießpulver. Zusätzlich war Preston selbst krank geworden, und in Hinblick auf die Tatsache, dass er einem Sturm keine wirkliche Gegenwehr entgegensetzen konnte, kapitulierte er am 10. August und übergab die Stadt an Ireton. Als Teil der Kapitulation war es seinen Truppen erlaubt, die Stadt in Richtung der Städte Galway oder Athlone zu verlassen, die noch immer in irischer Hand waren. Sämtliche Waffen, Munition und Schiffe verblieben in Waterford. Das nahegelegene Duncannon kapitulierte daraufhin zwei Tage später am 12. August.
Wie groß die tatsächlichen Verluste in der Stadt aufgrund der Belagerung waren, ist schwer zu sagen, man geht aber davon aus, dass es mehrere Tausend gewesen sein müssen. Ireton gewährte den Zivilisten in der Stadt ebenfalls die Sicherheit ihres Lebens und ihrer Besitztümer.
Waterford war der letzte irische Stützpunkt der Rebellen im Osten Irlands. Nach dem Fall der Stadt kontrollierten die katholischen Kräfte nur noch ein kleines Gebiet westlich des Flusses Shannon.